# Herrarnas hopp i gymnastik vid olympiska sommarspelen 1988
Herrarnas hopp i gymnastik vid olympiska sommarspelen 1988 avgjordes den 18-24 september i Olympic Gymnastics Arena.

## Medaljörer
| Gren           | Guld         | Silver                   | Brons                   |
| Herrarnas hopp | Lou Yun Kina | Silvio Kroll Östtyskland | Park Jong-Hoon Sydkorea |

## Resultat

### Final
| Placering | Gymnast                  | C     | O     | C+O    | Kval  | Final | Totalt |
| --------- | ------------------------ | ----- | ----- | ------ | ----- | ----- | ------ |
|           | Lou Yun (CHN)            | 9,900 | 9,950 | 19,850 | 9,925 | 9,950 | 19,875 |
|           | Silvio Kroll (GDR)       | 9,850 | 9,950 | 19,800 | 9,900 | 9,962 | 19,862 |
|           | Park Jong-Hoon (KOR)     | 9,850 | 9,750 | 19,600 | 9,800 | 9,975 | 19,775 |
| 4         | Dian Kolev (BUL)         | 9,800 | 9,850 | 19,650 | 9,825 | 9,912 | 19,737 |
| 5         | Holger Behrendt (GDR)    | 9,800 | 9,900 | 19,700 | 9,850 | 9,800 | 19,650 |
| 6         | Sergej Charkov (URS)     | 9,850 | 9,950 | 19,800 | 9,900 | 9,700 | 19,600 |
| 7         | Yukio Iketani (JPN)      | 9,900 | 9,750 | 19,650 | 9,825 | 9,700 | 19,525 |
| 8         | Vladimir Gogoladze (URS) | 9,900 | 9,850 | 19,750 | 9,875 | 9,637 | 19,512 |